# Çan
Çan [tʃan] ist eine Stadt und ein Landkreis in der nordwest-türkischen Provinz Çanakkale. Die Stadt liegt etwa 60 Kilometer südöstlich der Provinzhauptstadt Çanakkale. Die Stadt beherbergt etwa 62 Prozent der Kreisbevölkerung. Die Stadt Çan ist im Westen über die D 219 mit Çanakkale und im Nordosten über die  D 555 mit Biga verbunden. Die Stadt wird vom Biga Çayı, dem antiken Granikos, durchflossen, der weiter durch Biga und bei Karabiga ins Marmarameer fließt.
Der Landkreis liegt im Zentrum der Provinz. Er grenzt im Südwesten an den Kreis Bayramiç, im Osten an den zentralen Landkreis, im Norden an die Kreise Lapseki und Biga sowie im Südosten an den Kreis Yenice. Als Binnenkreis hat er keine Grenzen mit Nachbarprovinzen.
Neben der Kreisstadt gehört die Gemeinde (Belediye) Terzialan (1877 Einw.) sowie 65 weitere Dörfer (Köy) mit durchschnittlich 242 Bewohnern zum Landkreis. Zwei der Dörfer haben über 1000 Einwohner: Etili (1305) und Kocayayla (1023 Einw.). Die Bevölkerungsdichte des Landkreises liegt mit 53 Einwohnern je km² geringfügig unterhalb des Provinzdurchschnitts (55 Einwohner je km²).

## Wirtschaft
Nördlich der Kreisstadt liegt ein reiches Braunkohlevorkommen, das von der staatlichen Çan Linyitleri İşletmesi Müdürlüğü abgebaut wird. Andere Rohstoffe wie Kaolin, Quarz und Feldspat werden zur Porzellan- und Keramikherstellung genutzt.

## Persönlichkeiten
- Mehmet Emin Toprak (1974–2002), Schauspieler